# Lotte van Hoek
Lotte van Hoek (Vlijmen, Heusden, 8 d'agost de 1991) és una ciclista neerlandesa, professional des del 2015 i actualment a l'equip Lares-Waowdeals.